# Tekken 5
Tekken 5 (japonsky: 鉄拳5) je bojová videohra z roku 2004, kterou vyvinula a vydala společnost Namco pro arkády a v roce 2005 byla převedena na PlayStation 2. Jedná se o pátou hlavní hru ze série Tekken, která připomíná desáté výročí této série.

## Příběh
Hra se odehrává krátce po událostech Tekkenu 4 a představuje nového antagonistu jménem Jinpachi Mishima, který přebírá vládu nad Mishima Zaibatsu. Vedlejší příběh se zaměřuje na hlavního hrdinu Jina Kazamu, který čelí několika nepřátelům z G Corporation.

## Hratelnost
Hra vrací několik zásadních změn v hratelnosti zavedených v Tekkenu 4, jako je nerovný terén scény, ve prospěch plynulejší hratelnosti podobné starším hrám série.
Je to také první hra v sérii, která obsahuje možnost upravovat si postavy pomocí doplňků, oblečení a dalších estetických předmětů zakoupených za herní měnu. Na výběr je 32 bojovníků, včetně pěti nových a Jinova alter ega Devil Jina.

## Vydání a ohlasy
Hra vyšla v roce 2004 pro arkády a o rok později byla převedena na PlayStation 2.
Hra byla aktualizována na verzi Tekken 5.1, která obsahovala hlavně změny ve vyvážení hry, a později se dočkala aktualizace Tekken 5: Dark Resurrection, která byla vydána v roce 2005 a později portována na PlayStation Portable (jako Tekken: Dark Resurrection) a PlayStation 3.
Tekken 5 byl kriticky i komerčně úspěšný a včetně rozšíření se ho prodalo přes 8,2 milionu kopií. Kritici chválili návrat klasických herních prvků a velkou znovuhratelnost, kterou port pro PlayStation 2 poskytoval, ačkoli závěrečný boss byl kritizován za přílišnou sílu, zatímco příběhový režim Jina byl vnímán jako nudný ve srovnání s částí bojové hry.
Pokračování s názvem Tekken 6 vyšlo v roce 2007.